# Holger Pohland

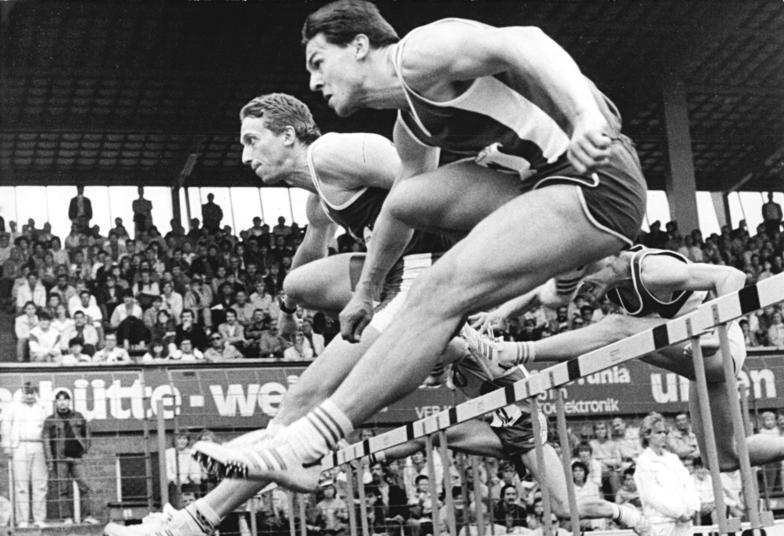
Holger Pohland (im Vordergrund) im Jahr 1988.

Holger Pohland (* 5. April 1963 in Dornreichenbach (heute Lossatal)) ist ein ehemaliger deutscher Leichtathlet, der bis 1990 für die DDR antrat.
Holger Pohland wurde 1981 Junioreneuropameister im 110-Meter-Hürdenlauf. Bei den Europameisterschaften 1982 in Athen wurde er in 13,89 s Achter nach 13,62 s im Zwischenlauf.
In der Halle im 60-Meter-Hürdenlauf gewann Holger Pohland 1986 bei den Halleneuropameisterschaften in Madrid in 7,71 s Bronze hinter dem Spanier Javier Moracho (7,67 s) und dem Italiener Daniele Fontecchio (7,70 s). Bei den Halleneuropameisterschaften 1989 in Den Haag wurde er Zweiter. In 7,65 s wurde er nur vom Briten Colin Jackson in 7,59 s geschlagen. Bei den Hallenweltmeisterschaften 1989 in Budapest belegte Pohland in 7,70 s Platz vier.
Von 1977 bis 1991 startete Holger Pohland für den SC DHfK Leipzig, danach für die SG Motor Gohlis-Nord Leipzig. Er wurde 1986 und von 1988 bis 1990 DDR-Meister im 110-Meter-Hürdenlauf. 1985 und 1986 sowie 1989 und 1990 wurde er DDR-Hallenmeister. In den nach der Wende öffentlich gewordenen Unterlagen zum Staatsdoping in der DDR fand sich bei den gedopten Sportlern auch der Name von Pohland.

## Bestleistung
- 110-Meter-Hürdenlauf: 13,40 s (1986)
- 50-Meter-Hürdenlauf:   6,54 s (1989)
- 60-Meter-Hürdenlauf:   7,63 s (1991)